# 徐志纯
徐志纯（1937年10月—2017年7月7日），男，湖南长沙人，中国工程学家，曾任中国国民党革命委员会中央委员会副主席。曾任民革第六届中央候补委员、第七届中央委员，民革浙江省委第六、七、八、九届副主任委员，第八届全国政协常务委员。

## 生平
1959年8月，毕业于武汉大学物理系无线电专业学习，毕业后，历任浙江大学工程物理系、普通物理教研组助教。1974年9月至1975年2月下放到浙大临安五七干校劳动；1975年2月起，重新担任浙大普通物理教研组助教；1976年9月到1977年2月，文化大革命期间下放到浙大临安五七干校劳动；1977年2月起，先后担任浙大物理系副主任，助教、讲师、副教授。
1986年7月加入中国国民党革命委员会。1986年9月至1990年12月任民革浙江省委员会驻会副主任委员。1990年12月起，先后担任民革中央委员、民革浙江省委会副主委，省监察厅副厅长。1993年1月至1998年1月，任浙江省人民政府副省长。1995年8月起兼任省社会主义学院院长。1998年1月至2003年1月，任省九届人大常委会副主任，1999年3月起，任省民革主委，2002年12月起，任民革中央副主席、民革省委会主委。2003年1月至2008年1月，任浙江省十届人大常委会副主任。2008年1月，任浙江省社会主义学院院长。2009年10月退休。
2017年7月7日，在浙江杭州逝世，享年80岁。